# المجلة الدولية للقانون الخاص
المجلة الدولية للقانون الخاص هي مجلة فصلية قانونية تخضع لمراجعة الأقران، وتغطي جميع جوانب القانون الخاص، بما في ذلك السمعية والبصرية، والإعلام، والاتصالات، وقانون الفضاء. ويقصد به تغطية القضايا القانونية التي تواجه الأفراد ورجال الأعمال وأصحاب الأعمال على نطاق دولي. رئيسة التحرير سيلفيا كيركيغارد. من حين لآخر، تنشر المجلة أعدادًا خاصة حول مواضيع مهمة في القانون الخاص.

## وصلات خارجية
الموقع الرسمي